# Forte de Santo Elmo

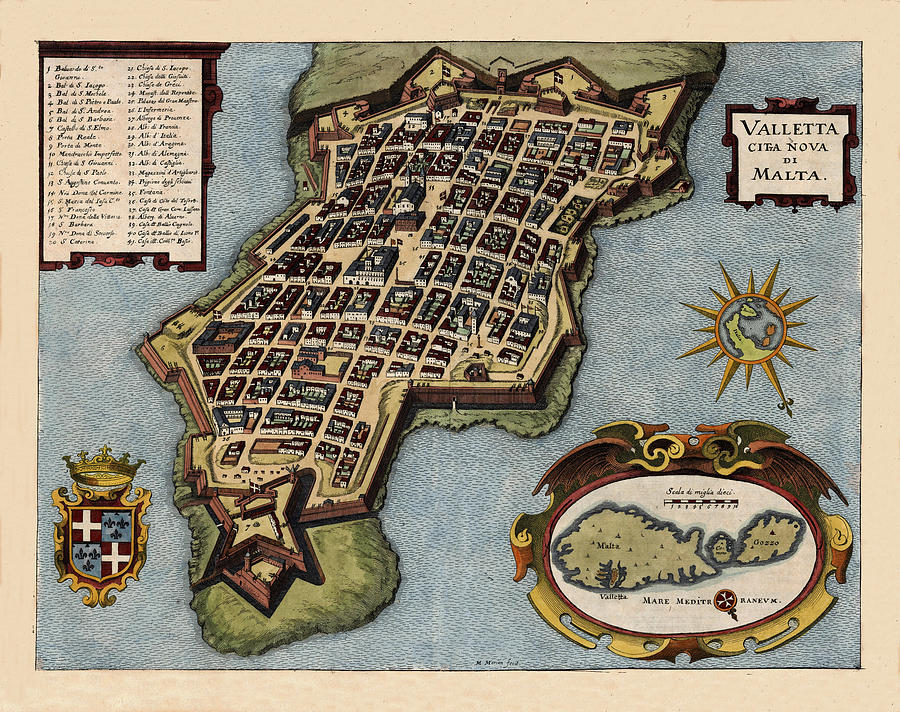
Plano da cidade de Valeta, 1680.

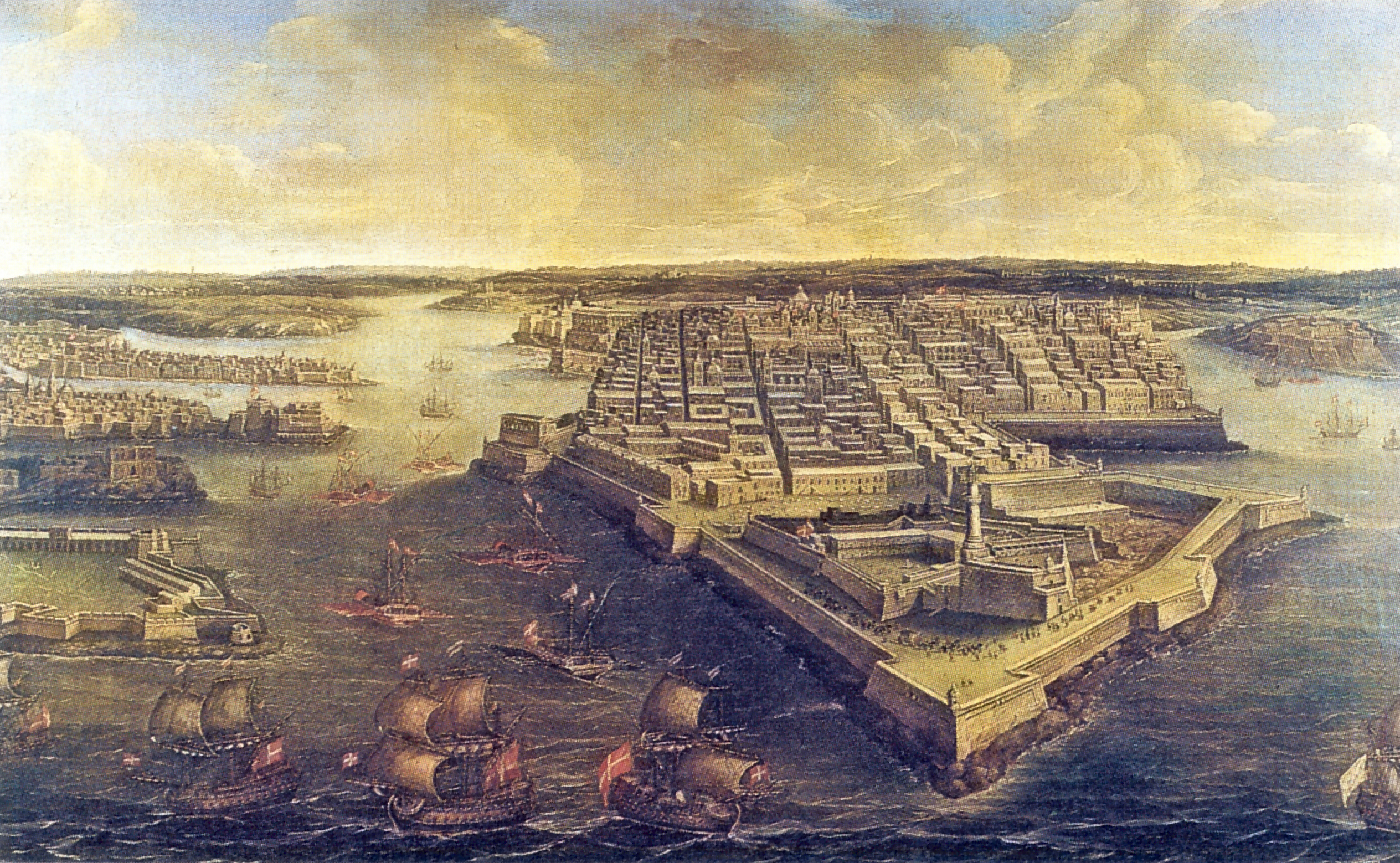
Grand Harbour em 1801.

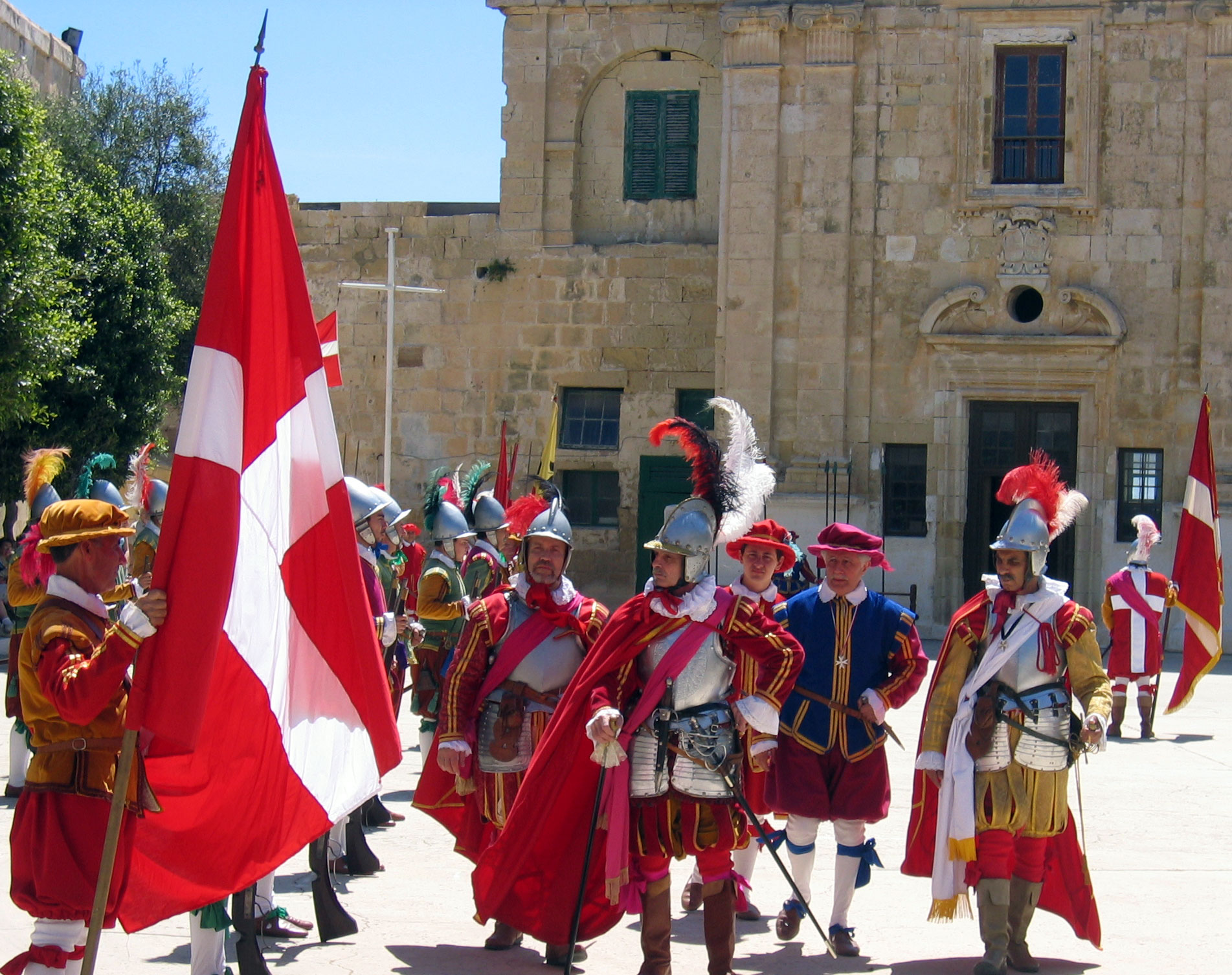
Forte de Santo Elmo, Malta: recriação histórica com uniformes do século XVI dos Cavaleiros de Malta (2005).

O Forte de Santo Elmo localiza-se em Valeta, na ilha de Malta. No extremo da península de Valeta, que divide os portos naturais de Marsamxett e Grand Harbour, a sua primitiva função era a de controlar o acesso a esses dois portos.

## História

### Antecedentes
A ilha de Malta foi doada pelo Imperador Carlos V à Ordem dos Hospitalários em 1530, após a expulsão destes de Rodes pelos Turcos Otomanos.
Para a vigilância dos portos adjacentes, no extremo da península existia uma torre, sob a invocação de Santo Elmo. Com a chegada dos Hospitalários, em 1533 deu-se início à ampliação e reforço deste ponto estratégico.
Quando, em 1565 o sultão Solimão, o Magnífico ordenou um grande ataque a Malta numa tentativa de exterminar a Ordem, a primitiva torre de vigia já havia sido transformada em um pequeno forte estrelado, em estilo renascentista. Naquele mesmo ano, uma poderosa armada Turca, com um efetivo estimado em quatro vezes o número de defensores da Ordem, impôs um pesado assédio à ilha, que se prolongou de Maio a Setembro, quando os atacantes foram batidos por um considerável reforço cristão vindo da Sicília.
O forte foi palco de alguns dos mais ferozes combates do cerco, tendo sido alvo de um cerrado bombardeio da artilharia Otomana a partir do vizinho monte Sceberras que lhe era padrasto, assim como de baterias postadas no extremo norte do porto Marsamextt, onde hoje se ergue o Forte Tigné (en). A guarnição inicial do forte era de cerca de 100 cavaleiros e 700 soldados, incluindo cerca de 400 italianos e 60 escravos de galés, armados. A guarnição podia ser reforçado por barcos, a partir dos fortes do outro lado do Grande Porto.
Durante o bombardeio deste forte, um tiro de canhão partido do Forte de Santo Ângelo cruzou o Grande Porto e atingiu o solo nas imediações da bateria Otomana. Os estilhaços decorrentes do impacto atingiram mortalmente o almirante Dragute Arrais, um dos mais qualificados comandantes Otomanos. A resistência dos defensores do forte durou mais de um mês, tendo caído em poder dos turcos a 23 de Junho. Nenhum dos cavaleiros que o defendiam sobreviveu, tendo escapado apenas nove dos defensores malteses que conseguiram nadar até ao Forte de Santo Ângelo, do outro lado do Grande Porto.

### A Praça-forte de La Valetta
Mesmo tendo o forte sido reduzido a escombros pela artilharia Otomana, após estes terem levantado o cerco foi reocupado, reconstruído e reforçado, sendo parcialmente incorporado no baluarte do mar, quando da construção da Praça-forte de "La Valletta".
Esta foi planejada pelo Grão-Mestre, Jean Parisot de la Valette, tendo o projeto recebido o apoio tanto do Papa Pio V quanto do rei Filipe II de Espanha, tendo o primeiro disponibilizado os serviços do engenheiro militar Francesco Laparelli.
As obras da praça-forte começaram em 1566, com a edificação dos baluartes, procedendo-se posteriormente às demais edificações. Em homenagem ao Grão-Mestre, a praça-forte ficou conhecida como "La Valetta".
Após o falecimento de La Valette em 1568, os trabalhos tiveram prosseguimento sob o seu sucessor, Pietro del Monte. Em 1571, o quartel-general da Ordem foi transferido de Birgu para La Valetta. Laparelli havia deixado Malta em 1570, sendo substituído por Gerolamo Cassar, que, tendo passado largas temporadas em Roma, estava atualizado sobre os estilos arquitectónicos mais vanguardistas. Ele foi o responsável pela construção da Sacra Infermeria (en), da Igreja de São João, do Palácio do Grão-Mestre e de sete albergues onde os Cavaleiros da Ordem ficavam hospedados.

### O forte em nossos dias
A partir de meados do século XX, o forte passou a abrigar a Academia de Polícia de Malta. A cruz com que a ilha foi galardoada pelo rei Jorge VI do Reino Unido durante a Segunda Guerra Mundial, em 1942, encontra-se exposta no Museu de Guerra, que ocupa parte das dependências do antigo forte.